# Saint-Romain (Charente)
Saint-Romain is een gemeente in het Franse departement Charente (regio Nouvelle-Aquitaine) en telt 512 inwoners (1999). De plaats maakt deel uit van het arrondissement Angoulême.

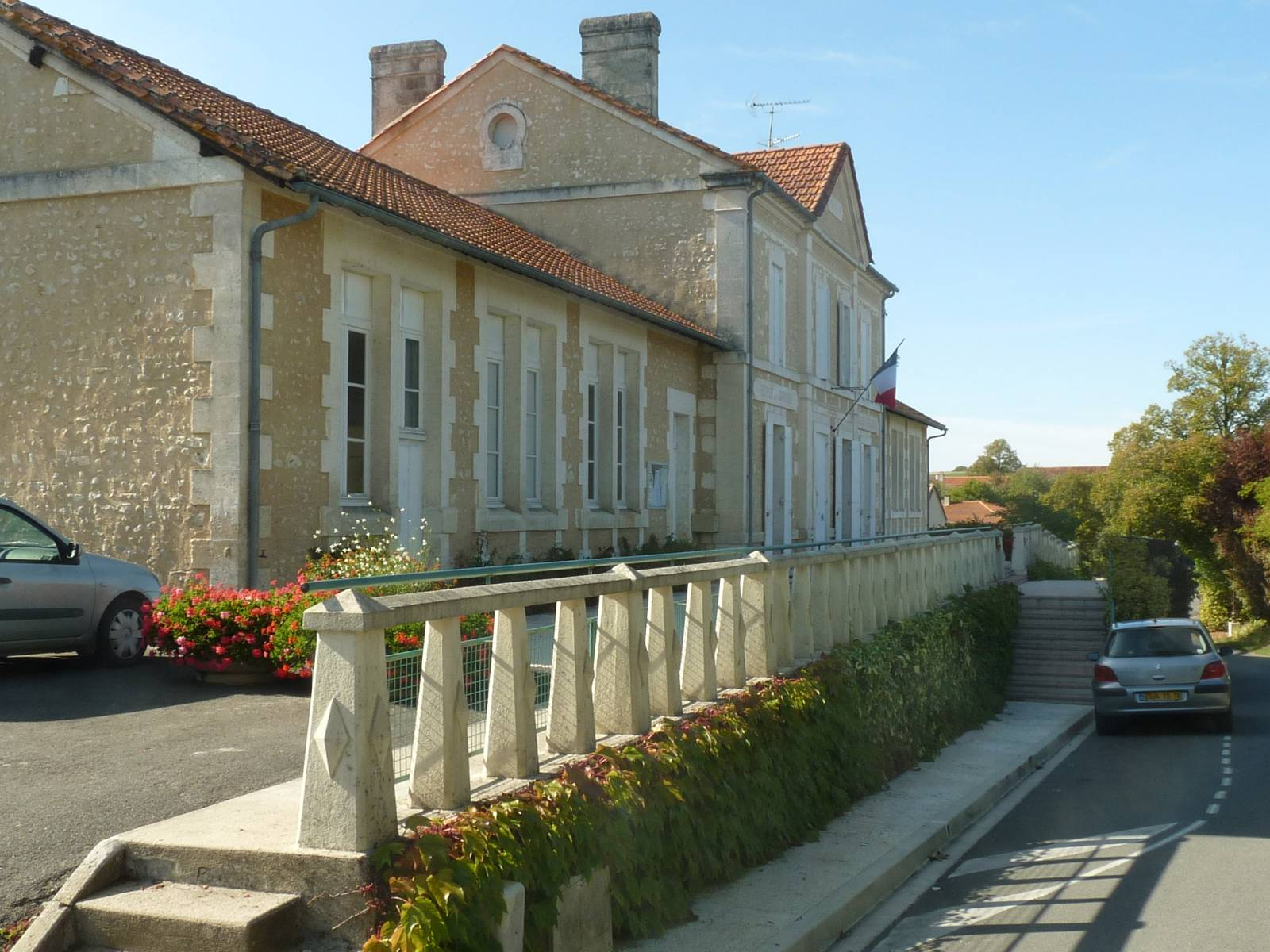
Gemeentehuis
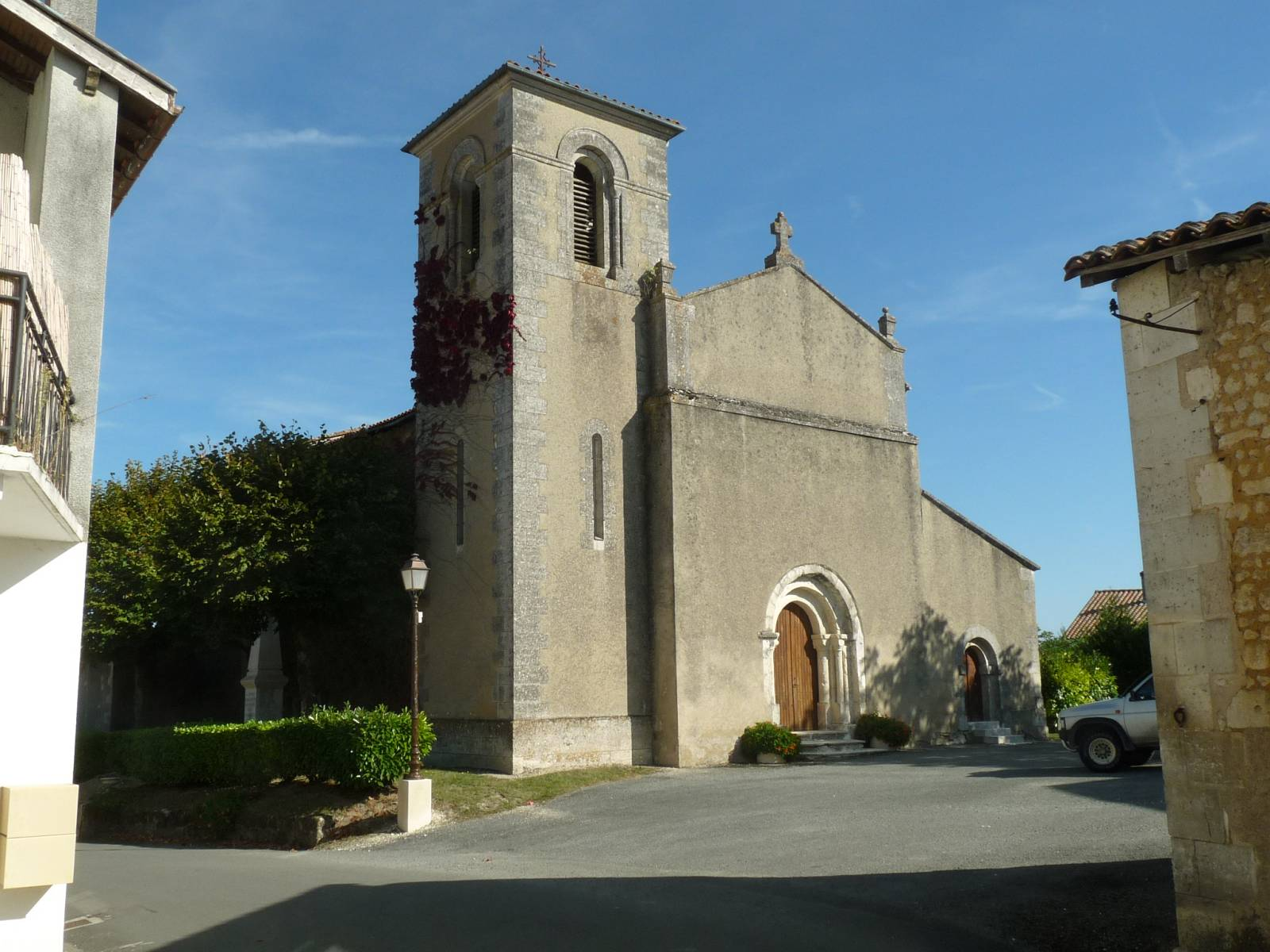
Kerk van Saint-Romain

## Geografie
De oppervlakte van Saint-Romain bedraagt 23,0 km², de bevolkingsdichtheid is 22,3 inwoners per km².
De onderstaande kaart toont de ligging van Saint-Romain (Charente) met de belangrijkste infrastructuur en aangrenzende gemeenten.

## Demografie
Onderstaande figuur toont het verloop van het inwonertal (bron: INSEE-tellingen).

1. ↑  Populations de référence 2022.